# The Laughing Policeman
The Laughing Policeman is een variétélied, dat in de jaren twintig bekend is geworden in de uitvoering van Charles Penrose onder het pseudoniem Charles Jolly. De oudst bekende uitvoering dateert evenwel uit de jaren 1890 en was van de hand van George W. Johnson.
Charles Penrose schreef tezamen met zijn vrouw Mabel, die als artiestennaam Billie Grey bezigde, in de jaren twintig enkele nummers waarvan het refrein enkel uit gelach bestaat. Van deze liederen is enkel The Laughing Policeman heden ten dage nog bekend. Het gaat over een bobby die voortdurend lacht, zelfs wanneer hij een arrestatie uitvoert. De versie die het meest gespeeld wordt, is de opname van Columbia Records die dateert van 22 april 1926.
Het lied was zeer populair onder kinderen, en in 1955 werd er een Zweedse versie van gemaakt. De misdaadroman De lachende politieman van de Zweedse schrijvers Sjöwall & Wahlöö is naar het lied vernoemd.